# 西沢笛畝
西沢 笛畝（にしざわ てきほ、1889年1月1日 - 1965年10月24日）は、大正時代から昭和時代にかけての日本画家。人形の収集や評論でも知られる。

## 生涯
東京・浅草千束町の絵看板店に生まれる。旧姓は石川。本名は昂一。日本画の修業中に人形収集家の集い「大供（おおども）会」で実業家の西沢仙湖と出会い、収集品の継承を託されて同家に婿入りすることになった。荒木寛畝・荒木十畝に師事し、花鳥画を学んだが、人形絵を得意とした。1915年（大正4年）第9回の文展に「八哥烏の群れ」が初入選、文展、帝展などに出品、人形を収集・研究した。1924年（大正13年）、画報社から磯田長秋、織田観潮、川﨑小虎、川村彩天、桐谷洗鱗らとともに『大正震災木版画集』（全36図）という版画集を出す。これは1月から毎月3図ずつ刊行した。
1934年（昭和9年）、帝展の審査員に選ばれる。
1959年（昭和34年）70歳で紫綬褒章受章。
1965年（昭和40年）10月板橋区常盤台自宅で逝去（76歳）。後、従五位勲四等旭日小綬章。墓所は谷中観智院。

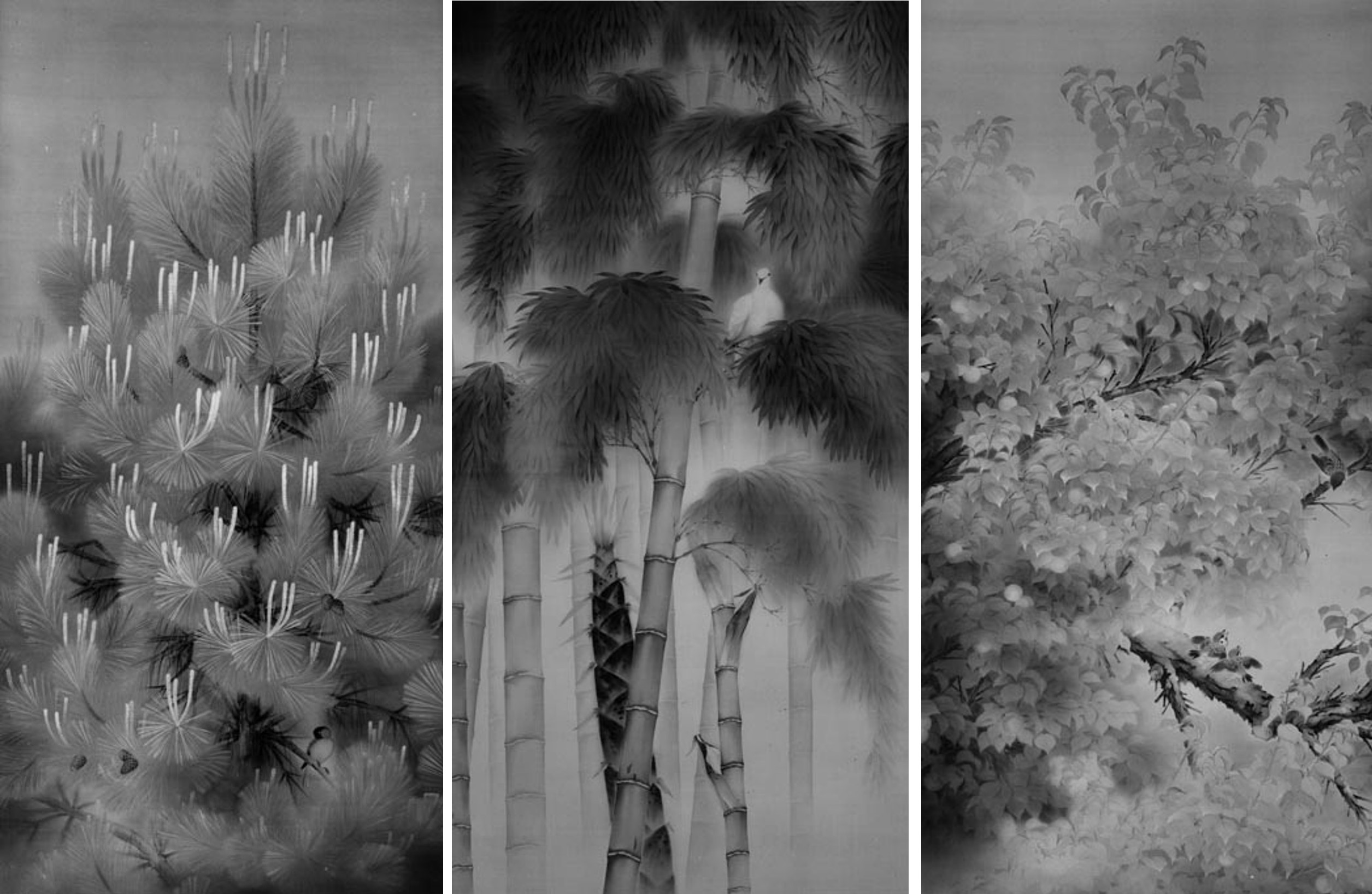
歳寒三友
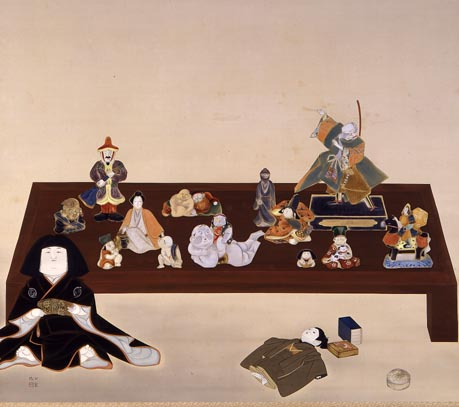
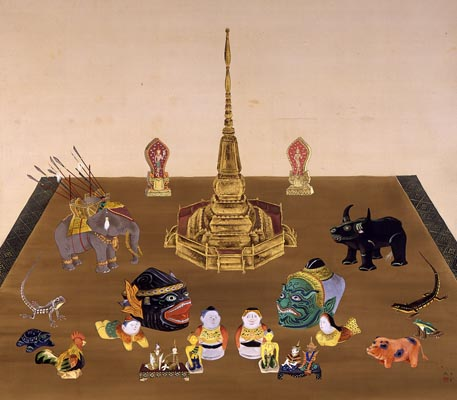
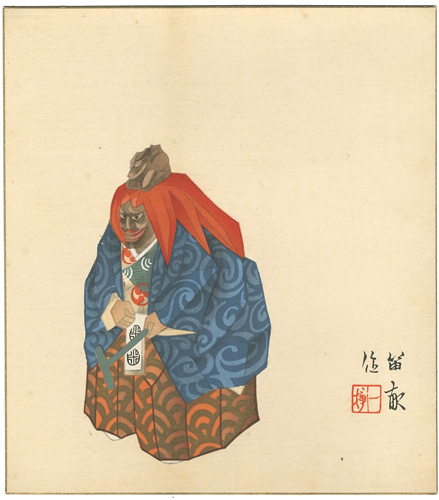
「人形十二題　奈良人形 春日龍神」昭和21年（1946年）
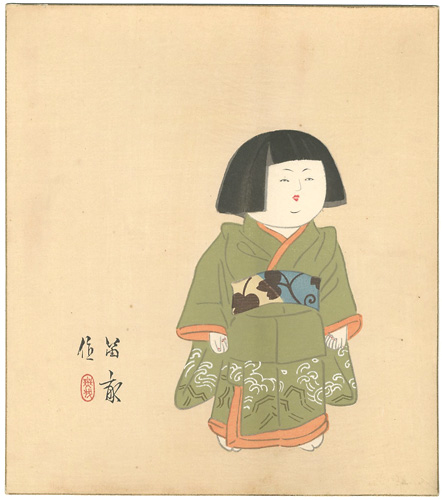
「人形十二題　三ツ折人形　立姿」昭和21年（1946年）
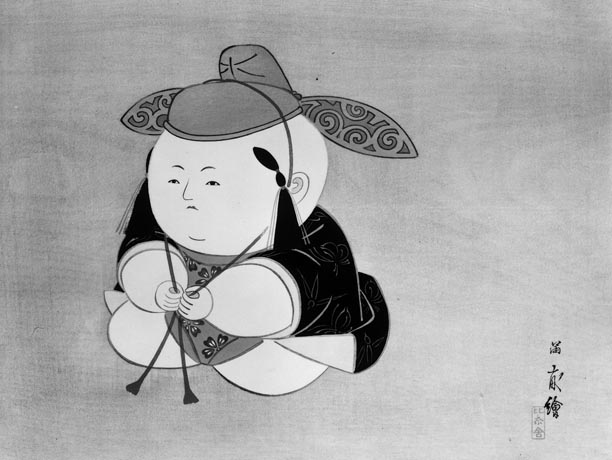
「御所人形　金冠童子」
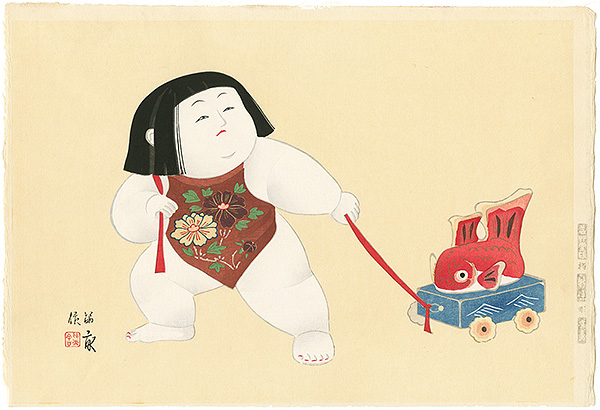
御所人形 鯛曳（1966年）

## 著書
- 『諸国絵馬集』編 芸艸堂 1918
- 『日本画の描き方』日進堂 1919
- 『花がたみ』編 芸艸堂 1922
- 『うないのとも』編 山田芸艸堂 1924
- 『端午玩具集』芸艸堂 1925
- 『虫類百姿』第1-4集 芸艸堂 1925-1927
- 『雛』銀座美術園編 芸艸堂 1927
- 『日本画自在』芸艸堂 1929
- 『日本画の新らしい描き方』崇文堂出版部 1931
- 『人形集成』第1-10輯 編著 芸艸堂 1930-1932
- 『人形珠玉集』編 芸双堂 1933
- 『雅叙園天井絵集』芸艸堂 1934
- 『人形雛絵集』芸艸堂 1934
- 『現代名家素描集 第11輯 (西沢笛畝自選素描集 花鳥篇)』芸艸堂 1940
- 『虫ノイロイロ』古川晴男指導 1941 講談社の繪本
- 『日本人形大類聚』便利堂 1942
- 『大東亜玩具史』大雅堂 1943
- 『立体浮世絵』芸艸堂出版部 1946
- 『日本画を学ぶ人へ』芸艸堂出版部 1947
- 『日本画の新しい描き方』崇文堂 1950
- 『日本の人形』山辺知行共編 河出書房 1954 日本美図絵
- 『玉川こども百科 にんぎょう』編 玉川大学出版部編 誠文堂新光社 1955
- 『人形』1956 講談社版アート・ブックス 日本美術シリーズ
- 『日本の人形と玩具』岩崎書店 1957
- 『古典の人形』芸艸堂 1958 工芸叢書
- 『日本郷土玩具事典』岩崎美術社 1965
- 『西沢笛畝百花画帖』光村推古書院 1976
- 『西沢笛畝人形画譜』光村推古書院 1977
- 『御所人形十二趣』芸艸堂 1979
- 『雛百種』久保田米斎共編 芸艸堂 1979
- 『うなゐの友』清水晴風共著 芸艸堂 1982

## 人形収集家
「人形芸術運動」を展開して美術界に働きかけ、1936年の帝展で人形を芸術品として初入選させるなど、それまで玩具としてのみ扱われていた人形を芸術品として評価するきっかけをつくった。 笛畝は蒐集した人形コレクションを一般に公開する施設を建設することを希望していたが、存命中に施設を建設することは叶わなかった。長女で日本画家の西澤豊水がその意志を継いで、父の没後20年を記念して笛畝人形記念美術館（埼玉県越生町）を私財で建設して1986年に開館した。しかし、 美術館の運営が困難になったことを理由に豊水は美術館を閉館すること決め、2006年にコレクションを岩槻人形協同組合へ譲渡した。同組合は人形会館の建設を進めていたさいたま市に寄贈し、同市は会館の収蔵品として展示していくと表明した。こうして2020年に開館したさいたま市岩槻人形博物館（さいたま市岩槻区）の収蔵品の約7割は、笛畝のコレクションである。

## 参考
- デジタル版日本人名大辞典
- 町田市立国際版画美術館編 『浮世絵モダーン 深水・五葉・巴水…伝統木版画の隆盛』 町田市立国際版画美術館、2005年 ※90頁

| スタブアイコン | サブスタブ | この項目は、まだ閲覧者の調べものの参照としては役立たない、美術家・芸術家に関連した書きかけの項目です。この項目を加筆・訂正などしてくださる協力者を求めています（P:美術）。 |